# Peristernia squamosa
Peristernia squamosa is een slakkensoort uit de familie van de Fasciolariidae. De wetenschappelijke naam van de soort is voor het eerst geldig gepubliceerd in 1863 door Pease.